# Georges Antenen
Georges Antenen (ur. 20 grudnia 1903 w La Chaux-de-Fonds, zm. 25 marca 1979 tamże) – szwajcarski kolarz szosowy, brązowy medalista mistrzostw świata.

## Kariera
Największy sukces w karierze Georges Antenen osiągnął w 1923 roku, kiedy zdobył brązowy medal w wyścigu ze startu wspólnego amatorów podczas mistrzostw świata w Zurychu. W zawodach tych wyprzedzili go jedynie Włoch Libero Ferrario oraz kolejny Szwajcar Othmar Eichenberger. Był to jedyny medal wywalczony przez Antenena na międzynarodowej imprezie tej rangi. W tej samej konkurencji zajął też szóste miejsce na rozgrywanych rok później mistrzostwach świata w Paryżu. W 1924 roku wystartował także na igrzyskach olimpijskich w Paryżu, gdzie zajął 21. miejsce indywidualnie oraz czwarte drużynowo. Ponadto w 1928 roku wygrał Ostschweizer Rundfahrt, w latach 1928 i 1932 wygrywał Tour du Lac Léman, a w latach 1928, 1930 i 1933 był najlepszy w Berner Rundfahrt. Trzykrotnie startował w Tour de France, najlepszy wynik osiągając w 1932 roku, kiedy zajął 29. miejsce w klasyfikacji generalnej. Jako zawodowiec startował w latach 1927-1935.